# Les Anges 1943, histoire d’un film
Pour plus de détails, voir Fiche technique et Distribution.
Les Anges 1943, histoire d'un film est un téléfilm documentaire tourné par Anne Wiazemsky en 2004, consacré au film de Robert Bresson Les Anges du péché (1943).

## Synopsis
L'histoire du film Les Anges du péché.

## Fiche technique
- Titre : Les Anges 1943, histoire d'un film
- Réalisation : Anne Wiazemsky
- image : Pierre Stoeber
- montage : Guillaume Lauras
- mixage : Christophe Daubré
- Production : Mireille Achino pour Entracte Productions
- Durée : 52 minutes
- Diffusion : France 5 en 2004

## Participants
- Jean-Paul Civeyrac
- Renée Faure
- Jany Holt
- Micheline Presle
- Jacques Siclier